# Morimus inaequalis
Morimus inaequalis là một loài bọ cánh cứng trong họ Cerambycidae.